# Livio Ratto
Livio Ratto (fl. XX secolo) è stato un dirigente sportivo argentino, presidente del Club Atlético River Plate dal 1917 al 1918.

## Biografia
Ratto fu uno dei fondatori del River Plate, come rappresentante del Club Santa Rosa, e giocò nel ruolo di difensore alcune amichevoli nei primi anni del XX secolo. Durante la fondazione, propose di chiamare la nuova società "Club Atlético Forward", ma questo nome fu rifiutato, poiché gli fu preferito quello di "Club Atlético River Plate", suggerito da Pedro Martínez. In seguito collaborò con Leopoldo Bard alla ricerca di un campo sportivo per la squadra, che fu poi trovato nella zona della Dársena Sur. Ratto fu nominato presidente nel 1917, e rimase in carica fino al 1918.